# Dolmen von Céllecs

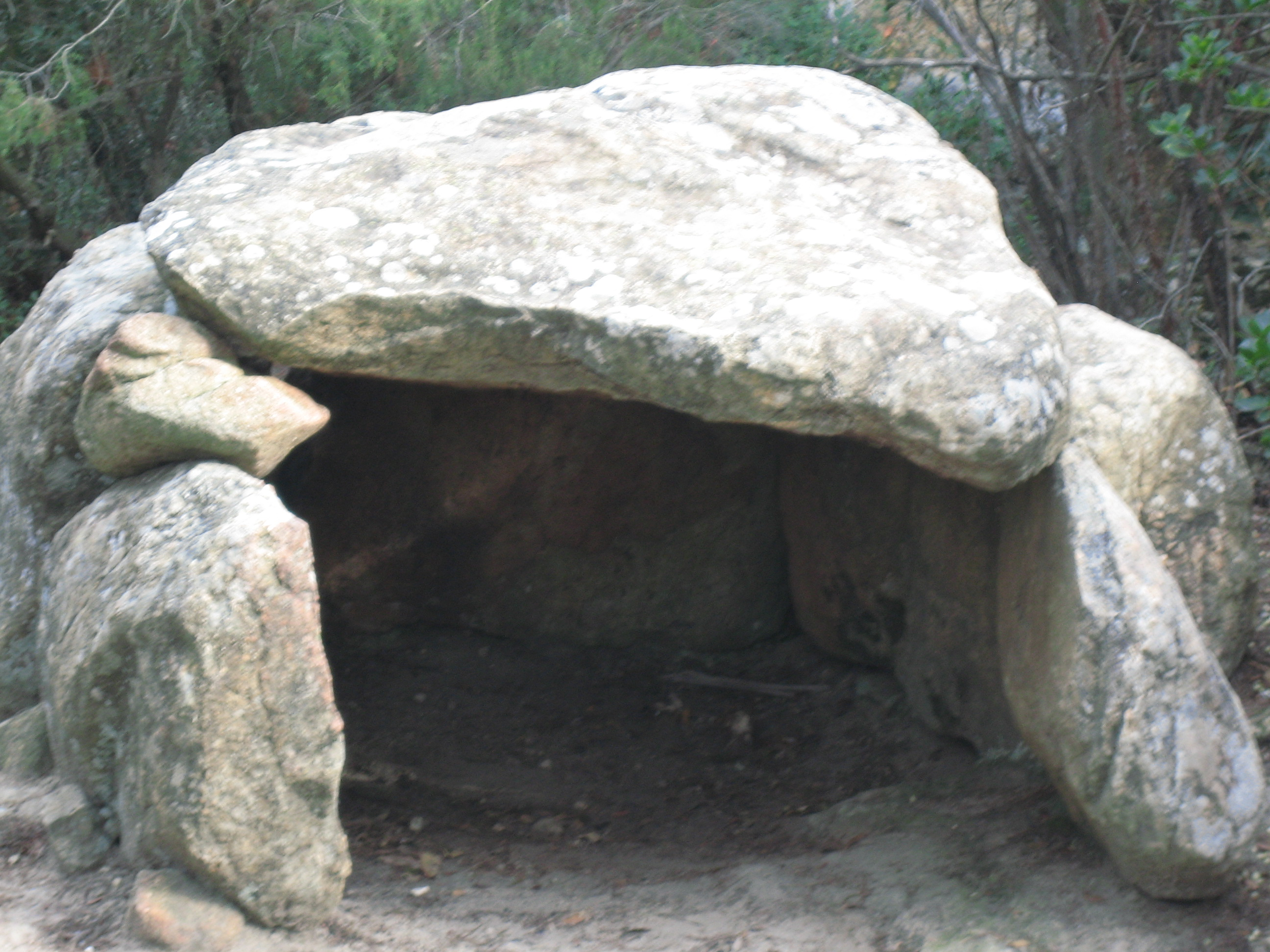
Dolmen von Céllecs

Der Dolmen von Céllecs (auch La Cabana del Moro, Cabana del Moro Céllecs, oder Cava del Moro genannt) – nicht zu verwechseln mit Cabana del Moro (Llauro) – liegt im „Parc de la Serralada Litoral“ im Küstengebirge, südlich von La Roca del Vallès in Katalonien in Spanien. 
Einige Quellen betrachten ihn als niedrige (wenig über einen Meter hohe) katalanische Galerie, andere als rechteckige Steinkiste. Erhalten sind die Endplatte, drei Seitenplatten der Galerie und die große Deckenplatte. Der Rest der Galerie und der Großteil des Hügels sind verschwunden. Nur ein paar Steine liegen auf der Nordostseite hinter dem Dolmen. Das Rechteck ist nach Südwesten ausgerichtet. Laut Josep Tarrús i Galter muss der Gang ursprünglich etwa 2,0 Meter lang gewesen sein, und der Hügel könnte 8,0 m Durchmesser gehabt haben.
Der Dolmen wurde im Jahre 1929 von Josep Colomines entdeckt und ausgegraben. Gefunden wurde handgemachte Keramik. Nach der Ausgrabung wurde er restauriert und erhielt seine aktuelle Disposition. Er wird zwischen dem Neolithikum und dem Chalkolithikum (2500–1800 v. Chr.) datiert. 
In der Nähe liegen die Dolmen von Can Gol.